# Alexej Tretjakow
Alexej Tretjakow (russisch: Алексей Третьяков, * 12. November 1965 in Angarsk, Oblast Irkutsk, Sowjetunion) ist ein in Deutschland lebender russischer Maler, Designer und Restaurator.

## Leben und Werdegang
1991 trat der Maler mit einer ersten Personalausstellung an die Öffentlichkeit. Es folgten mehrere regionale Ausstellungen mit Porträts von russischen Malern, Dichtern und Musikern. Auf Wunsch des Vaters entschied er sich zunächst für ein Ingenieurstudium an der Fliegerhochschule in Irkutsk, das er mit dem Diplom abschloss. Parallel studierte er an der dortigen Fachschule für Kunst Malerei und Zeichnung. Nach dem Austritt aus der Luftwaffe in der politischen Umbruchzeit studierte er an der Kunstakademie in St. Petersburg. Ab 1996 beteiligte er sich an Projekten außerhalb von Russland.
Der internationale Durchbruch gelang ihm 2006 mit einer Ausstellung im Brooklyn Museum in New York. Zwei Jahre später begann er, Meisterkurse an der Hochschule für Gestaltung in Irkutsk zu geben. Gleichzeitig wurde er Mitglied des Organisationskomitees des Zentrum für zeitgenössische Kunst Neues Museum in Irkutsk und ist seitdem auch als Kurator der Galerie Der wichtigste Stil tätig. Durch diese Aufgabe kam er zunehmend mit zeitgenössischen Künstlern in ganz Europa in Kontakt. Wenige Jahre später verlegte er seinen Arbeitsschwerpunkt nach Leipzig. Der Künstler betreibt zusammen mit Nadja Sasch eine nach ihm benannte Galerie mit zeitgenössischer Kunst in Leipzig.
Alexej Tretjakow ist ein entfernter Nachkomme des Kunstsammlers und Kunstmärens Pawel Michailowitsch Tretjakow (1832–1898), der mit seinen Kollektionen die Tretjakow Galerie, eines der größten Bildermuseen Russlands, begründete.

## Künstlerische Positionen
Tretjakow ist ein vielseitiger Künstler. Expressive Farbigkeit bestimmt seine abstrakten, zumeist großformatigen Bilder. Er behauptet mit dieser Werkgruppe seine Spontanität, das Bekenntnis zur l’art pour l’art, zur Freiheit der Kunst, die um ihrer selbst willen besteht. Für die Arbeiten wählt er Titel, die das Lapidare unterstreichen. Ein weiterer Komplex sind Porträts von Dichtern, Schriftstellern, Komponisten und Musikern. Viele davon sind mit seiner sibirischen Heimatstadt Irkutsk verbunden, wie der Pianist Denis Matsujew und der Dirigent Ilmar Lapinsch. Lapinsch, der beim Dirigieren eines Sinfoniekonzerts dargestellt ist, verkörpert die geistige Welt, in der die Kompositionen von Strawinsky, Prokofjew und Schostakowitsch entstanden sind. Tretjakow schafft mit schnellen pastosen Strichen bewegende Bilder, die neben der physiologischen Erkennbarkeit auch in die menschliche Seele blicken. Den Schriftsteller Jewgeni Jewtuschenko zeigt er mit verletzlicher Geste. In dem Gesicht spiegelt sich sein ganzes Schicksal – die Zeit der Repression und Hoffnung gleichermaßen.
Seit Beginn seiner künstlerischen Tätigkeit findet Tretjakow auch Anregungen in literarischen Werken und in der Kunstgeschichte, vor allem der Ikonenmalerei. Im Gemälde Das Gespräch zitiert er eine wertvolle Ikone, die Andrej Rubljow 1406 gemalt hat. Durch den Heiligen ist für ihn das Göttliche präsent. „Es bleibt nur, was von oben gegeben ist“, erklärt der Maler seinen Hintergrund, der von Religiosität geprägt ist. Seine Verehrung für die Ikonenmalerei bringt er auch als Restaurator dieser Kunst zum Ausdruck.
Mit den Bildnissen Adam und Eva greift er nicht nur ein altes ikonographisches Motiv auf. Er überbrückt auch gegenwärtige kulturelle Barrieren. Das Bildnis des ersten männlichen Erdenbürgers entstand in Deutschland, sein weibliches Pendant in Irkutsk. Eva, die sich dynamisch nach vorn bewegt, hält provokant den Apfel zwischen beiden Händen in die Höhe und wägt mit ihrem Blick seinen Wert.
Wie Picasso ist Tretjakow vom Stierkampf fasziniert. Die in einer spanischen Arena entstandenen Skizzen überträgt er in monumentale Gemälde, die das Drama der Kreatur vor Augen führen. Der Stier ist ein Gefangener seiner gewaltigen Kraft, die ihn immer wieder in den Kampf treibt. Die rasanten Striche mit dem Spachtel unterstreichen das Wilde des Tieres.
Auch die Landschaftsmalerei hat einen festen Platz im Schaffen des Künstlers. Der unweit der sibirischen Metropole gelegene Baikalsee mit der Insel Olchon und seine Umgebung sind das Motiv für zahlreiche Bilder. Sein Thema ist die ungestörte Natur, die Einsamkeit und das Existenzielle. In der Thüringischen Stadt Jena inspirierte ihn die Stadtlandschaft zu einer Reihe von Arbeiten, in denen Architektur im Spannungsfeld des umgebenden menschlich geformten Naturraums gezeigt wird. Seit 2012 wird Tretjakow in Deutschland durch die Galerie Kunstraum Jena vertreten und unterstützt.

## Ausstellungen
- 1991 Personalausstellung bei N-Truppenteil an der Station Step im Gebiet Tschita
- 1993 Ausstellung in der Gemäldegalerie in Bratsk, zusammen mit L. Woronzow
- 1993 Jugend, Schaffen, Gegenwart, Ausstellung in Irkutsk
- 1998 Personalausstellung in der Gemäldegalerie Sajansk
- 2005 Personalausstellung Maler-Dichter im Mark-Sergeew-Schriftstellerhaus, Irkutsk
- 2006 Personalausstellung im Brooklyn Museum, New York
- 2006 Internationale Ausstellung Fotografie in Baikal-ARD
- 2006 Personalausstellung im Kunstmuseum Irkutsk
- 2011 Einzelausstellungen in Altenburg
- 2012 und 2015 Personalausstellung in der Galerie Kunstraum Jena[3]

Viele Einzelausstellungen in Russland, Deutschland, Korea, USA, China, Luxemburg und weiteren Staaten. Seine Arbeiten sind in Museen und Galerien von 43 Ländern zu finden.

## Auszeichnungen
- 2005 Internationaler Wettbewerb Zeitgenössisches Porträt
- 2006 Abzeichen des beruflichen Standards der UNION für Designer in Russland Hohes Design
- 2006 Internationales Festival für moderne Kunst in Shanghai, Sonderpreis